# سفيند اولسن
سفيند اولسن (بالدنماركية: Svend Olsen)‏ هو رباع دنماركي، ولد في 17 أكتوبر 1908، وتوفي في 13 ديسمبر 1980 في Hundested ‏ في الدنمارك.

## وصلات خارجية
- سفيند اولسن على موقع مشروع نتائج رفع الأثقال الدولية (الإنجليزية)
- سفيند اولسن على موقع اللجنة الأولمبية الدولية (الإنجليزية)
- سفيند اولسن على موقع أوليمبيديا (الإنجليزية)